# Мардом (газета)
Мардом (перс. مردم‎, дословно — «Люди») — официальная газета Народной партии Ирана. Она публиковалась еженедельно.

## История и профиль
Мардом начала выпускаться 1 февраля 1942 года. Она была создана для того, чтобы способствовать достижению политической власти Народной партией Ирана. Во время Второй мировой войны газета была частью кампании против держав Оси. Газета была одним из самых читаемых изданий в Иране в начале 1950-х годов.

## Редакторы
В первые годы существования газеты редакторами были Реза Радманеш и Халиль Малеки. Мостафа Фатех также некоторое время был одним из редакторов газеты.